# Enneapterygius abeli
Enneapterygius abeli es una especie de pez de la familia Tripterygiidae en el orden de los Perciformes.

## Morfología
• Los machos pueden llegar alcanzar los 2,5 cm de longitud total.

## Hábitat
Es un pez de mar de clima tropical y asociado a los  arrecifes de coral.

## Distribución geográfica
Se encuentra desde el Mar Rojo y bordeando la costa del África Oriental hasta el sur de KwaZulu-Natal (Sudáfrica), Mauricio, Seychelles  y Comoras